# Kunrei-shiki
Kunreisiki (訓令式 "sistema ordenat pel gabinet", romanitzat Kunrei-shiki en el sistema Hepburn) és un sistema de romanització que translitera els sons del japonès a l'alfabet llatí.
Malgrat que al Japó no se l’anomena mai així, a l'estranger al Kunreisiki se l'anomena a vegades Monbushō (文部省, nom antic del Ministeri d'Educació i Cultura Japonès, actualment anomenat 文 部 科学 省 Monbu-kagakushō, Ministeri d'Educació, Cultura, Esports, Ciència i Tecnologia) perquè és de facto el sistema oficial de transliteració i s'ensenya en el currículum de l'escola primària. El sistema Kunrei-shiki també es coneix com a ISO 3602, ja que es va convertir en l'estàndard aprovat per la ISO (Organització Internacional per a l'Estandardització).
El sistema Kunreisiki es basa en el sistema precedent Nipponsiki (o Nihon-shiki), però està modificat per adaptar-se al japonès modern estàndard. Per exemple, la paraula かなづかい, romanitzada kanadukai en Nipponsiki, es pronuncia kanazukai en japonès modern, i com a tal el sistema Kunreisiki utilitza aquesta grafia.
| a | i    | u     | e   | o     |
| ka | ki   | ku    | ke  | ko    |
| sa | si   | su    | se  | so    |
| ta | ti   | tu    | te  | to    |
| na | ni   | nu    | ne  | no    |
| ha | hi   | hu    | he  | ho    |
| ma | mi   | mu    | me  | mo    |
| ya | (i)  | yu    | (e) | yo    |
| ra | ri   | ru    | re  | ro    |
| wa | (i)  | (u)   | (e) | (o)   |
| n |      |       |     |       |
| ga | gi   | gu    | ge  | go    |
| za | zi   | zu    | ze  | zo    |
| da | (zi) | (zu)  | de  | do    |
| ba | bi   | bu    | be  | bo    |
| pa | pi   | pu    | pe  | po    |
| kya |      | kyu   |     | kyo   |
| sya |      | syu   |     | syo   |
| tya |      | tyu   |     | tyo   |
| nya |      | nyu   |     | nyo   |
| hya |      | hyu   |     | hyo   |
| mya |      | myu   |     | myo   |
| rya |      | ryu   |     | ryo   |
| gya |      | gyu   |     | gyo   |
| zya |      | zyu   |     | zyo   |
| (zya) |      | (zyu) |     | (zyo) |
| bya |      | byu   |     | byo   |
| pya |      | pyu   |     | pyo   |
| Notes: - Quan he へ es fa servir com a partícula s'escriu e, no he (como en Nipponsiki). - Quan ha は es fa servir com a partícula s'escriu wa, no ha. - Quan wo を es fa servir com a partícula s'escriu o, no wo. - Les vocals llargues s'indiquen mitjançant un circumflex, per exemple, la o llarga s'escriu ô. - La n sil·làbica ん es romanitza n abans de consonant, però com a n' abans de vocal o y. - Les consonants geminades es marquen doblant la consonant que segueix al caràcter っ. - La primera lletra d'una frase, així com tots els noms propis, s'escriuen amb majúscules inicials. - ISO 3602 té la forma estricta, vegeu Nipponsiki (Nihon-shiki). |      |       |     |       |

## Estatus legal
El sistema es va promulgar originalment com a Ordre nº 3 del Gabinet Japonès del 21 de setembre de 1937. Però com que aquesta ordre va ser derogada pel SCAP (Comandant suprem de les forces aliades) durant l'ocupació del Japó, el govern la va revocar i la va tornar a decretar com a Ordre nº 1 del Gabinet Japonès del 29 de desembre de 1954.
Kunreisiki ha estat reconegut, juntament amb el Nipponsiki, en ISO 3602:1989. Documentació-Romanització del Japonès (escriptura kana) per l'ISO. També ha estat reconegut per l'Institut Nord-americà d'Estàndards Nacionals (ANSI) després que retiressin el seu propi estàndard, ANSI Z39.11-1972 Sistema Estàndard Nacional Nord-americà per a la Romanització del japonès (Hepburn modificat), en 1994.

## Ús
A pesar del seu reconeixement oficial, el kunreisiki no ha aconseguit una acceptació popular ni dins ni fora del Japó. El govern generalment utilitza el sistema Hepburn Revisat per a romanizar els noms i termes japonesos en contextos internacionals, així com en altres contextos menys específics com els passaports, noms d'estacions de metro i tren, i rètols i senyals. La majoria dels països utilitza el sistema Hepburn.
Atès que el sistema Kunrei-shiki està basat en la fonologia japonesa, als no-parlants de japonès de vegades se'ls fa estrany, en particular quan s'enfronten a noves combinacions de kana com ティーム (en la seva escriptura més tradicional チーム) team (equip, paraula presa de l'anglès). En Hepburn, aquestes dues escriptures es representarien de forma distinta com tīmu i chīmu respectivament, oferint una indicació més precisa de la seva pronunciació en anglès. En la fonologia japonesa, no obstant això, els sons ティ "t'i" i チ "ti" són el mateix fonema, i es representen en Kunreisiki com a t'îmu i tîmu respectivament. L'apòstrof ' indica "inestable, però identificat com el mateix so". Aquest tipus de lògica sovint confon als que no coneixen bé la fonologia japonesa.
| Exemple: tat-u |        |         |
| Conjugació     | Kunrei | Hepburn |
| Mizen 1        | tat-a- | tat-a-  |
| Mizen 2        | tat-o- | tat-o-  |
| Ren'yô         | tat-i- | tach-i- |
| Syûsi          | tat-u. | tats-u. |
| Rentai         | tat-e- | tat-e-  |
| Meirei         | tat-e. | tat-e.  |

Avui dia, els que fan servir el kunreisiki són en la seva majoria parlants nadius del japonès (especialment dins del Japó) i lingüistes. El gran avantatge del kunreisiki és que és més capaç d'il·lustrar la gramàtica japonesa, ja que el sistema Hepburn fa que algunes conjugacions regulars semblin irregulars (vegeu la taula superior). El problema més seriós del sistema Hepburn és que canvia l'arrel verbal, quan, gramaticalment parlant, l'arrel no ha de canviar-se en cap cas.

## Tema relacionat
Vegeu rōmaji per a una comparança de sistemes de romanització.